# Langues à La Réunion
La langue officielle de La Réunion est le français, parlé par 10% de la population
La langue de l'administration, de l'enseignement et de la presse écrite et orale est le français, mais environ 90 % de la population réunionnaise parle le créole réunionnais qui est une langue vernaculaire structurée sur le français dominant et née des concessions langagières des divers peuples migrants pour se comprendre.
Le passage du créole au français s'est fait au cours des siècles. Selon l'auteur Annegret Bollée, on suppose que « le créole de la Réunion s'est développé graduellement dans la société de plantation constituée après l'introduction de la culture du café à Bourbon (à partir de 1720 environ) ».
Bénéficiant aujourd'hui de plus de reconnaissance, le créole réunionnais peut être enseigné dans les établissements scolaires du secondaire depuis 2001 dans le cadre de l'option « Langue et culture régionales ».
Étant donné la présence de différentes ethnies au sein de la population réunionnaise, d'autres langues sont présentes sur l'île comme le hakka, le cantonais, le gujarati, l'ourdou, l'arabe, le tamoul, le malgache, le mahorais et le comorien[réf. nécessaire].

## Langues locales
La plupart de la population parle le créole réunionnais comme langue maternelle.